# Đội tuyển bóng đá quốc gia Uganda
Đội tuyển bóng đá quốc gia Uganda (tiếng Anh: Uganda national football team) là đội tuyển bóng đá cấp quốc gia của Uganda do Liên đoàn các hiệp hội bóng đá Uganda quản lý.
Thành tích tốt nhất của đội cho đến nay là ngôi vị á quân của Cúp bóng đá châu Phi 1978.

## Danh hiệu
- Vô địch Cúp CECAFA:

Vô địch: 1973, 1976, 1977, 1989, 1990, 1992, 1996, 2000, 2003, 2008, 2009, 2011, 2012
Á quân: 1974, 1982, 1994, 1995; 2000
Hạng ba: 1975; 1983; 1984; 1987; 1991; 2007; 2010
- Cúp bóng đá châu Phi

Á quân: 1978

## Thành tích tại giải vô địch thế giới
- 1930 đến 1974 - Không tham dự
- 1978 - Không vượt qua vòng loại
- 1982 - Bỏ cuộc
- 1986 đến 1990 - Không vượt qua vòng loại
- 1994 - Bỏ cuộc
- 1998 đến 2022 - Không vượt qua vòng loại

## Cúp bóng đá châu Phi
| Năm           | Thành tích                          | Thứ hạng                            | GP                                  | W                                   | D*                                  | L                                   | GS                                  | GA                                  |
| ------------- | ----------------------------------- | ----------------------------------- | ----------------------------------- | ----------------------------------- | ----------------------------------- | ----------------------------------- | ----------------------------------- | ----------------------------------- |
| 1957 đến 1959 | Không tham dự, là thuộc địa của Anh | Không tham dự, là thuộc địa của Anh | Không tham dự, là thuộc địa của Anh | Không tham dự, là thuộc địa của Anh | Không tham dự, là thuộc địa của Anh | Không tham dự, là thuộc địa của Anh | Không tham dự, là thuộc địa của Anh | Không tham dự, là thuộc địa của Anh |
| 1962          | Hạng tư                             | 4th                                 | 2                                   | 0                                   | 0                                   | 2                                   | 1                                   | 5                                   |
| 1963          | Bỏ cuộc                             | Bỏ cuộc                             | Bỏ cuộc                             | Bỏ cuộc                             | Bỏ cuộc                             | Bỏ cuộc                             | Bỏ cuộc                             | Bỏ cuộc                             |
| 1965          | Không vượt qua vòng loại            | Không vượt qua vòng loại            | Không vượt qua vòng loại            | Không vượt qua vòng loại            | Không vượt qua vòng loại            | Không vượt qua vòng loại            | Không vượt qua vòng loại            | Không vượt qua vòng loại            |
| 1968          | Vòng 1                              | 8th                                 | 3                                   | 0                                   | 0                                   | 3                                   | 2                                   | 8                                   |
| 1970 đến 1972 | Không vượt qua vòng loại            | Không vượt qua vòng loại            | Không vượt qua vòng loại            | Không vượt qua vòng loại            | Không vượt qua vòng loại            | Không vượt qua vòng loại            | Không vượt qua vòng loại            | Không vượt qua vòng loại            |
| 1974          | Vòng 1                              | 6th                                 | 3                                   | 0                                   | 1                                   | 2                                   | 3                                   | 5                                   |
| 1976          | Vòng 1                              | 8th                                 | 3                                   | 0                                   | 0                                   | 3                                   | 2                                   | 6                                   |
| 1978          | Á quân                              | 2nd                                 | 5                                   | 3                                   | 0                                   | 2                                   | 9                                   | 7                                   |
| 1980 đến 1982 | Bỏ cuộc                             | Bỏ cuộc                             | Bỏ cuộc                             | Bỏ cuộc                             | Bỏ cuộc                             | Bỏ cuộc                             | Bỏ cuộc                             | Bỏ cuộc                             |
| 1984 đến 1988 | Không vượt qua vòng loại            | Không vượt qua vòng loại            | Không vượt qua vòng loại            | Không vượt qua vòng loại            | Không vượt qua vòng loại            | Không vượt qua vòng loại            | Không vượt qua vòng loại            | Không vượt qua vòng loại            |
| 1990          | Bỏ cuộc                             | Bỏ cuộc                             | Bỏ cuộc                             | Bỏ cuộc                             | Bỏ cuộc                             | Bỏ cuộc                             | Bỏ cuộc                             | Bỏ cuộc                             |
| 1992 đến 2015 | Không vượt qua vòng loại            | Không vượt qua vòng loại            | Không vượt qua vòng loại            | Không vượt qua vòng loại            | Không vượt qua vòng loại            | Không vượt qua vòng loại            | Không vượt qua vòng loại            | Không vượt qua vòng loại            |
| 2017          | Vòng 1                              | 13th                                | 3                                   | 0                                   | 1                                   | 2                                   | 1                                   | 3                                   |
| 2019          | Vòng 1                              | 15th                                | 4                                   | 1                                   | 1                                   | 2                                   | 3                                   | 4                                   |
| 2021 đến 2023 | Không vượt qua vòng loại            | Không vượt qua vòng loại            | Không vượt qua vòng loại            | Không vượt qua vòng loại            | Không vượt qua vòng loại            | Không vượt qua vòng loại            | Không vượt qua vòng loại            | Không vượt qua vòng loại            |
| 2025          | Vượt qua vòng loại                  | Vượt qua vòng loại                  | Vượt qua vòng loại                  | Vượt qua vòng loại                  | Vượt qua vòng loại                  | Vượt qua vòng loại                  | Vượt qua vòng loại                  | Vượt qua vòng loại                  |
| 2027          | Đồng chủ nhà                        | Đồng chủ nhà                        | Đồng chủ nhà                        | Đồng chủ nhà                        | Đồng chủ nhà                        | Đồng chủ nhà                        | Đồng chủ nhà                        | Đồng chủ nhà                        |
| Tổng cộng     | 1 lần á quân                        | 7/32                                | 23                                  | 4                                   | 3                                   | 16                                  | 21                                  | 38                                  |

## Đội hình
Đội hình dưới đây được triệu tập tham dự vòng loại World Cup 2022 gặp Kenya và Mali vào tháng 11 năm 2021.

Số trận và bàn thắng được thống kê đến ngày 14 tháng 11 năm 2021 sau trận gặp Mali.

| Số | VT | Cầu thủ             | Ngày sinh (tuổi)  | Trận | Bàn | Câu lạc bộ        |
| -- | -- | ------------------- | ----------------- | ---- | --- | ----------------- |
|    | TM | Ismail Watenga      | 15 tháng 5, 1995  | 22   | 0   | Chippa United     |
|    | TM | Charles Lukwago     | 24 tháng 11, 1992 | 18   | 0   | Saint George      |
|    | TM | Mathias Kigonya     | 2 tháng 2, 1996   | 5    | 0   | Forest Rangers    |
|    | TM | Joel Mutakubwa      | 17 tháng 7, 1994  | 2    | 0   | Express           |
|    |    |                     |                   |      |     |                   |
|    | HV | Denis Iguma         | 10 tháng 2, 1994  | 68   | 1   | Kampala CCA       |
|    | HV | Isaac Muleme        | 10 tháng 10, 1992 | 44   | 0   | Viktoria Žižkov   |
|    | HV | Timothy Awany       | 6 tháng 8, 1996   | 38   | 0   | Ashdod            |
|    | HV | Halid Lwaliwa       | 22 tháng 8, 1996  | 14   | 1   | Vipers SC         |
|    | HV | Bevis Mugabi        | 1 tháng 5, 1995   | 10   | 0   | Motherwell        |
|    | HV | Aziz Kayondo        | 6 tháng 10, 2002  | 5    | 0   | Vipers SC         |
|    | HV | Gavin Kizito        | 14 tháng 1, 2002  | 1    | 0   | Vipers SC         |
|    | HV | Livingstone Mulondo | 15 tháng 10, 1996 | 1    | 0   | Vipers SC         |
|    | HV | Kenneth Semakula    | 14 tháng 11, 2002 | 0    | 0   | SC Villa          |
|    | HV | Geoffrey Wasswa     | 23 tháng 8, 1996  | 0    | 0   | SC Villa          |
|    |    |                     |                   |      |     |                   |
|    | TV | Khalid Aucho        | 8 tháng 8, 1993   | 57   | 2   | Young Africans    |
|    | TV | Shafiq Kagimu       | 28 tháng 5, 1998  | 19   | 0   | URA               |
|    | TV | Moses Waiswa        | 20 tháng 4, 1997  | 19   | 1   | SuperSport United |
|    | TV | Allan Okello        | 4 tháng 6, 2000   | 15   | 3   | Paradou           |
|    | TV | John Revita         | 17 tháng 1, 1992  | 12   | 0   | Kampala CCA       |
|    | TV | Bobosi Byaruhanga   | 3 tháng 12, 2001  | 6    | 0   | Vipers SC         |
|    | TV | Julius Poloto       | 9 tháng 9, 1999   | 1    | 0   | Kampala CCA       |
|    | TV | Mahad Kakooza       | 12 tháng 6, 1998  | 0    | 0   | Express           |
|    |    |                     |                   |      |     |                   |
|    | TĐ | Milton Karisa       | 27 tháng 7, 1995  | 27   | 2   | Vipers            |
|    | TĐ | Yunus Sentamu       | 13 tháng 8, 1994  | 26   | 5   | Vipers            |
|    | TĐ | Fahad Bayo          | 10 tháng 5, 1998  | 13   | 6   | Ashdod            |
|    | TĐ | Martin Kizza        | 10 tháng 10, 1997 | 9    | 0   | Royal Eagles      |
|    | TĐ | Ibrahim Orit        | 28 tháng 7, 1998  | 9    | 2   | Vipers            |
|    | TĐ | Steven Mukwala      | 15 tháng 7, 1999  | 5    | 0   | URA               |

### Triệu tập gần đây
Các cầu thủ dưới đây được triệu tập trong vòng 12 tháng.
| Vt | Cầu thủ            | Ngày sinh (tuổi)  | Số trận | Bt | Câu lạc bộ               | Lần cuối triệu tập             |
| -- | ------------------ | ----------------- | ------- | -- | ------------------------ | ------------------------------ |
| TM | Nafian Alionzi     | 2 tháng 3, 1996   | 0       | 0  | URA SC                   | vs. Rwanda, 10 October 2021    |
| TM | Denis Onyango      | 15 tháng 5, 1985  | 82      | 0  | Mamelodi Sundowns        | vs. Malawi, 29 March 2021RET   |
| TM | Jamal Salim        | 27 tháng 5, 1995  | 6       | 0  | Al-Hilal                 | vs. Malawi, 29 March 2021      |
|    |                    |                   |         |    |                          |                                |
| HV | Mustafa Kizza      | 3 tháng 10, 1999  | 16      | 4  | CF Montréal              | vs. Rwanda, 10 October 2021    |
| HV | Enock Walusimbi    | 12 tháng 11, 1998 | 2       | 0  | Express                  | vs. Rwanda, 10 October 2021    |
| HV | Innocent Wafula    | 1 tháng 4, 1996   | 1       | 0  | KCCA                     | vs. Rwanda, 10 October 2021    |
| HV | Fesali Najib       | 7 tháng 7, 1999   | 0       | 0  | URA SC                   | vs. Rwanda, 10 October 2021    |
| HV | Paul Willa         | 4 tháng 9, 1999   | 14      | 0  | Vipers                   | vs. Rwanda, 7 October 2021 PRE |
| HV | Joseph Ochaya      | 14 tháng 12, 1993 | 57      | 2  | Mazembe                  | vs. Mali, 6 September 2021     |
| HV | Murushid Juuko     | 14 tháng 4, 1994  | 43      | 1  | Express                  | vs. Mali, 6 September 2021     |
| HV | Paul Mbowa         | 11 tháng 11, 1997 | 4       | 0  | URA                      | vs. Nam Phi, 10 June 2021      |
| HV | Nicholas Wadada    | 27 tháng 7, 1994  | 61      | 1  | Azam                     | vs. Malawi, 29 March 2021      |
| HV | Ronald Mukiibi     | 16 tháng 9, 1991  | 4       | 0  | Östersunds               | vs. Malawi, 29 March 2021      |
|    |                    |                   |         |    |                          |                                |
| TV | Taddeo Lwanga      | 21 tháng 5, 1994  | 22      | 1  | Simba                    | vs. Rwanda, 10 October 2021    |
| TV | Isma Mugulusi      | 10 tháng 10, 2003 | 1       | 0  | Villa                    | vs. Nam Phi, 10 June 2021      |
| TV | Steven Sserwadda   | 28 tháng 8, 2002  | 0       | 0  | New York Red Bulls II    | vs. Nam Phi, 10 June 2021      |
| TV | Farouk Miya        | 26 tháng 11, 1997 | 68      | 22 | Free agent               | vs. Malawi, 29 March 2021      |
| TV | Luwagga Kizito     | 20 tháng 12, 1993 | 46      | 1  | Hapoel Nof HaGalil       | vs. Malawi, 29 March 2021      |
| TV | Micheal Azira      | 22 tháng 8, 1987  | 15      | 0  | New Mexico United        | vs. Malawi, 29 March 2021RET   |
|    |                    |                   |         |    |                          |                                |
| TĐ | Emmanuel Okwi      | 25 tháng 12, 1992 | 86      | 26 | Al-Ittihad               | vs. Mali, 6 September 2021     |
| TĐ | Derrick Nsibambi   | 19 tháng 6, 1994  | 25      | 7  | Sidama Coffee            | vs. Mali, 6 September 2021     |
| TĐ | Lumala Abdu        | 21 tháng 7, 1997  | 10      | 1  | Pyramids                 | vs. Nam Phi, 10 June 2021      |
| TĐ | Cromwell Rwothomio | 8 tháng 2, 2000   | 1       | 0  | URA                      | vs. Nam Phi, 10 June 2021      |
| TĐ | Daniel Isiagi      | 19 tháng 12, 1995 | 2       | 0  | Uganda Revenue Authority | vs. Malawi, 29 March 2021      |

Notes
- INJ Rút lui do chấn thương.
- RET Đã chia tay đội tuyển quốc gia.
- PRE Đội hình sơ bộ.